# 片桐新自
片桐 新自（かたぎり しんじ、1955年 - ）は、日本の社会学者。専門は社会運動論、環境社会学、若者論。関西大学社会学部教授。

## 人物・経歴
東京都生まれ。1978年東京大学文学部社会学科卒業。1980年同大学大学院社会学研究科修士課程修了、1983年同第一種博士課程単位取得退学。
1983年桃山学院大学社会学部助教授。1992年関西大学社会学部社会学科社会学専攻助教授、1993年から関西大学社会学部社会学科社会学専攻教授。日本社会学会理事兼社会学評論編集委員長（2006-2009年）。関西大学社会学部長、大学院社会学研究科長、関西大学理事（2010年10月～2012年10月）。
環境問題に係る社会運動の理論的分析から、歴史的環境（主に広島県福山市の鞆の浦の景観をめぐる埋立架橋の推進、反対問題）のフィールドワークを通じての研究で評価を受けている。長年のライフワークである若者論についても発信している。
1997年、『社会運動の中範囲理論』で福武直賞（社会学部門）受賞。

## 著書

### 単著
- 『社会運動の中範囲理論――資源動員論からの展開』（東京大学出版会、1995年）
- 『不安定社会の中の若者たち――大学生調査に見るこの20年』（世界思想社、2009年）
- 『不透明社会の中の若者たち――大学生調査25年から見る過去・現在・未来』（関西大学出版部、2014年）
- 『時代を生きる若者たち――大学生調査30年から見る日本社会』（関西大学出版部、2019年）
- 『昭和・平成・令和の大学生――大学生調査35年から見る日本社会』（関西大学出版部、2024年）

### 編著
- 『シリーズ環境社会学（3）歴史的環境の社会学』（新曜社、2000年）

### 共編著
- （永井良和・山本雄二）『基礎社会学（第3版）』（福村出版、2002年／新訂版、世界思想社、2006年）
- （丹辺宣彦）『現代社会学における歴史と批判（下）近代資本制と主体性』（東信堂、2003年）

### 訳書
- 塩原勉編『資源動員と組織戦略――運動論の新パラダイム』（新曜社、1989年）

## 公式サイト
- 片桐ゼミのホームページ